# Aban Air
Aban Air is een Iraanse luchtvrachtmaatschappij met haar thuisbasis in Teheran.

## Geschiedenis
Aban Air is opgericht in 2006.

## Bestemmingen
Aban Air voert vaste vrachtvluchten uit tussen Teheran en Dubai (juli 2007)

## Vloot
De vloot van Aban Air bestaat uit:(augustus 2007)
- 1 Ilyushin IL-76TD